# بولتن انجمن ریاضی امریکا
بولتن انجمن ریاضی امریکا (به انگلیسی: Bulletin of the American Mathematical Society) نشریه ریاضیاتی است که هر سه ماه یک بار توسط انجمن ریاضی امریکا منتشر می شود.